# Nea Penteli
Nea Penteli (in greco Νέα Πεντέλη?) è una ex comunità della Grecia nella periferia dell'Attica (unità periferica di Atene Settentrionale) con 6 156 abitanti secondo i dati del censimento 2001.
È stata soppressa a seguito della riforma amministrativa, detta Programma Callicrate, in vigore dal gennaio 2011 ed è ora compresa nel comune di Penteli.